# Опач (Молдова)
Опач (рум. Opaci) — село в Молдові в Каушенському районі. Утворює окрему комуну.

## Відомі люди
- Іон Унгуряну — молдовський актор та режисер
- Андрій Іванцок — член партизанської групи «Бужор», учасник вбивств політичних діячів Придністров'я